# Sande (Paderborn)
Sande ist ein nordwestlicher Stadtteil von Paderborn im Osten Nordrhein-Westfalens und hat 5751 Einwohner (Stand 2023). Bis 1968 war Sande eine eigenständige Gemeinde im Amt Schloß Neuhaus.

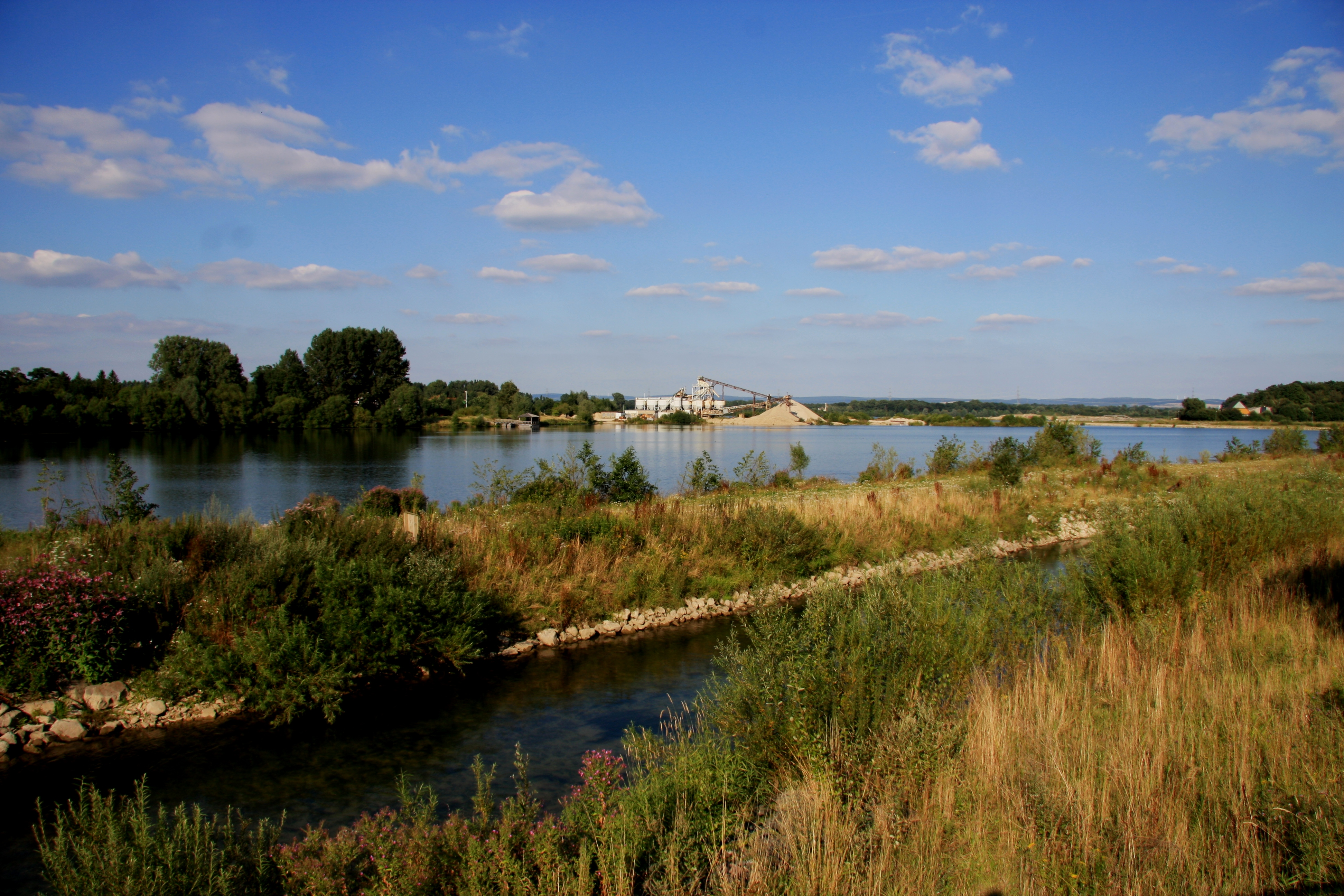
Blick auf den Lippesee

## Geografie
Sande liegt landschaftlich im Südosten der Westfälischen Bucht an der Lippe, am Heddinghauser See und am Lippesee auf einer Höhe von 97 m ü. NN. Der niedrigste Punkt der Stadt Paderborn liegt in Sande auf einer Höhe von 94 m ü. NN. Der Ort gehört zum Stadtbezirk Schloß Neuhaus/Sande.

### Ausdehnung der Ortschaft
Die größte Nord-Süd-Ausdehnung Sandes beträgt etwa sechs, die größte West-Ost-Ausdehnung rund fünf Kilometer. Die Ortschaft umfasst ein Gebiet von 23,29 km².

### Nachbarorte
Im Süden beginnend gegen den Uhrzeigersinn grenzen an Sande die Paderborner Stadtteile Elsen und Schloß Neuhaus mit Sennelager, die Gemeinde Hövelhof und die Stadt Delbrück mit ihren Stadtteilen Ostenland und Bentfeld.

### Ortschaftsgliederung
Zur Gemarkung der ehemaligen Gemeinde Sande gehört nicht nur das Dorf Sande selbst.
Im Nordosten der Gemarkung liegt südlich des Gewerbegebiets Sennelager-Nord der Weiler Dreihausen.
Im Osten Sandes liegt Altensenne, an der Südostgrenze gegen Elsen der Weiler Nesthausen und im Süden die Bauerschaften Sandhöfen sowie ein Teil der auch in Elsen liegenden Bauerschaft Gesseln.

## Geschichte
Sande gehörte bis zu den Napoleonischen Kriegen zum Küchenamt Neuhaus im Hochstift Paderborn. Im Königreich Westphalen bildete Sande von 1807 bis 1813 eine Gemeinde im Kanton Neuhaus des Distrikts Paderborn im Departement der Fulda und fiel dann an Preußen. 1816 kam die Gemeinde zum neuen Kreis Paderborn, in dem sie zum Amt Neuhaus (ab 1959 Amt Schloß Neuhaus) gehörte. 
Im Rahmen der nordrhein-westfälischen Gebietsreform wurde Sande am 1. Januar 1975 mit dem „Gesetz zur Neugliederung der Gemeinden und Kreise des Neugliederungsraumes Sauerland/Paderborn (Sauerland/Paderborn-Gesetz)“ vom 5. November 1974 mit der Stadt Paderborn und den Gemeinden Benhausen, Dahl, Elsen, Neuenbeken und Schloß Neuhaus zur neuen Stadt Paderborn zusammengeschlossen. Sande bildet seitdem mit Schloß Neuhaus den Stadtbezirk Schloß Neuhaus/Sande.

## Einwohnerentwicklung
- 1950: 2147 Einwohner
- 1961: 2032 Einwohner
- 2011: 5929 Einwohner
- 2023: 5751 Einwohner[3]

## Religionen
Die Mehrheit der Einwohner Sandes ist katholisch und gehört zur katholischen Kirchengemeinde St. Marien im Dekanat Paderborn der Seelsorgeregion Hochstift im Erzbistum Paderborn.
Die evangelisch-lutherischen Einwohner Sandes gehören zur evangelischen Kirchengemeinde Schloß Neuhaus im Kirchenkreis Paderborn der Evangelischen Kirche von Westfalen mit dem Paul-Gerhard-Gemeindezentrum in Sennelager.

## Politik

### Bezirksausschuss
Nach der letzten 2004 setzt sich der Bezirksausschuss Schloß Neuhaus/Sande wie folgt zusammen:
- CDU 6 Sitze
- SPD 2 Sitze
- Grüne 1 Sitz
- FBI 1 Sitz
- Vorsitzender: Michael Pavlicic (CDU)

### Wappen

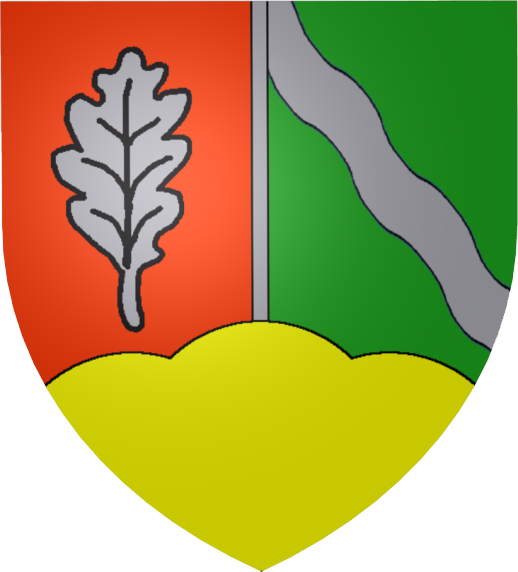
Das Sander Wappen

Über goldenem Dreiberg durch silberne Leiste gespalten von Rot und Grün.
Vorne ein silbernes Eichblatt, hinten ein schrägrechts verlaufender silberner Wellenbalken.
Der Dreiberg erinnert an die früheren Sandberge, die inzwischen abgetragen sind, der Heimekesberg und der Osterberg an der Sennelagerstraße.
Das Eichenlaub bezieht sich auf den vorhandenen Eichenbestand, insbesondere auf den größeren Bauernhöfen.
Der Boker-Heide-Kanal (gerader silberner Pfahl) durchzieht das Sander Bruch (nördlich von Sande aus Schloß Neuhaus kommend in Richtung Delbrück / Lippstadt).
Die Lippe (Wellenbalken Silber) durchfließt das Gemeindegebiet (südwestlich von Schloß Neuhaus in Richtung Lippstadt).

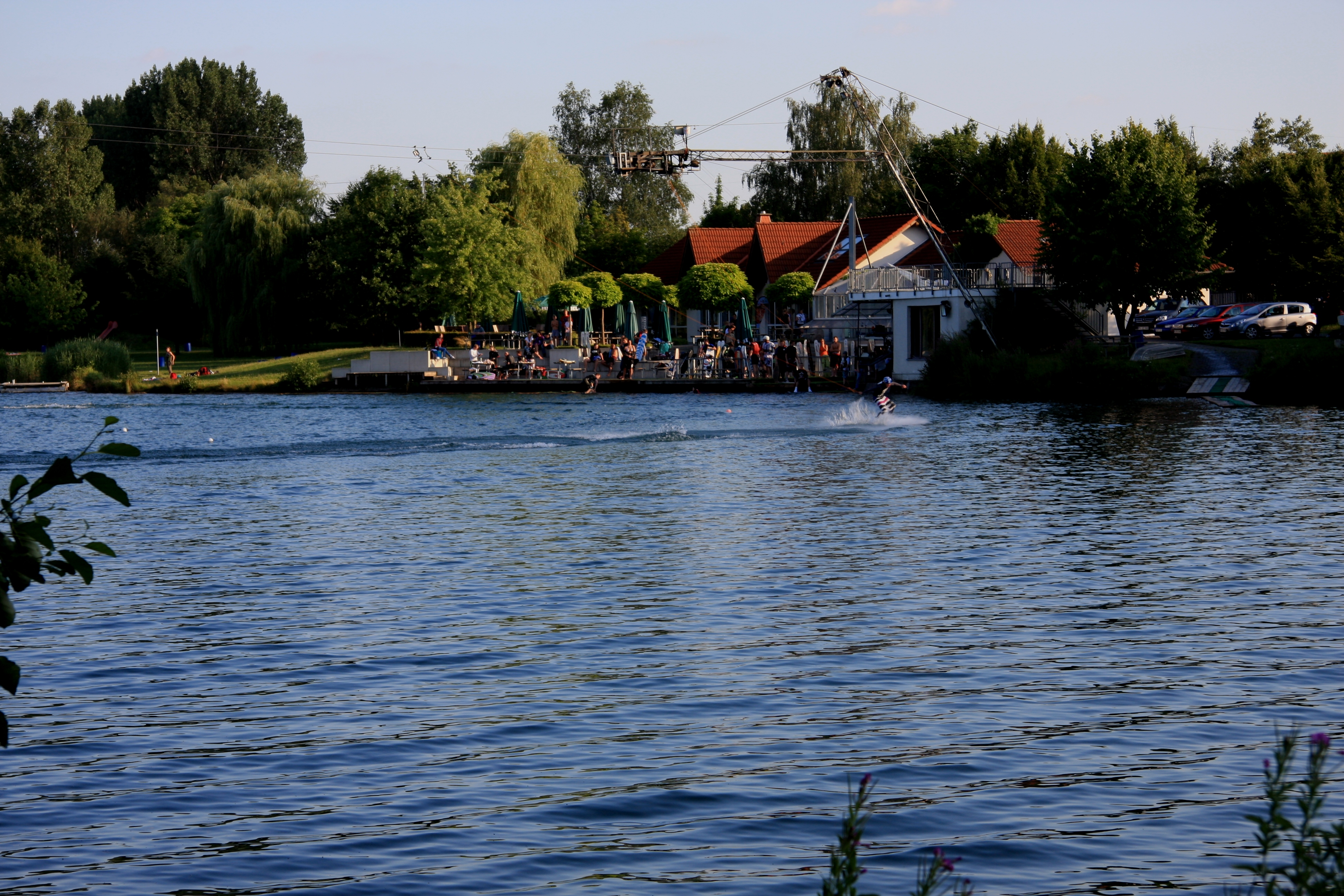
Wasserskianlage am Nesthauser See

## Wirtschaft und Infrastruktur
Sande ist bekannt für den Lippesee und den Nesthauser See mit zwei Wasserskianlagen.
Durch Sande verläuft die B 64 von Paderborn nach Münster.
Die Autobahnabfahrt Paderborn-Sennelager der A 33 befindet sich im nordöstlichen Bereich der Gemarkung der ehemaligen Gemeinde.